# السحالة
قرية السحالة هي إحدى القرى التابعة لمركز أبو قرقاص بمحافظة المنيا في جمهورية مصر العربية. حسب إحصاءات سنة 2006، بلغ إجمالي السكان في السحالة 2064 نسمة، منهم 1098 رجلا و966 امرأة.